# Anton Schall
Anton Schall (Bécs, Osztrák–Magyar Monarchia, 1907. június 22. – Bázel, Svájc, 1947. augusztus 10.) osztrák labdarúgócsatár, edző.